# 惠普斯奈德动物园
ZSL惠普斯奈德动物园（ZSL Whipsnade Zoo），原名惠普斯奈德野生动物园（Whipsnade Wild Animal Park），是英国贝德福德郡鄧斯特布爾附近惠普斯奈德的一个动物园。它是伦敦动物学会拥有的两个动物园之一（另一个是伦敦动物园）。

## 历史

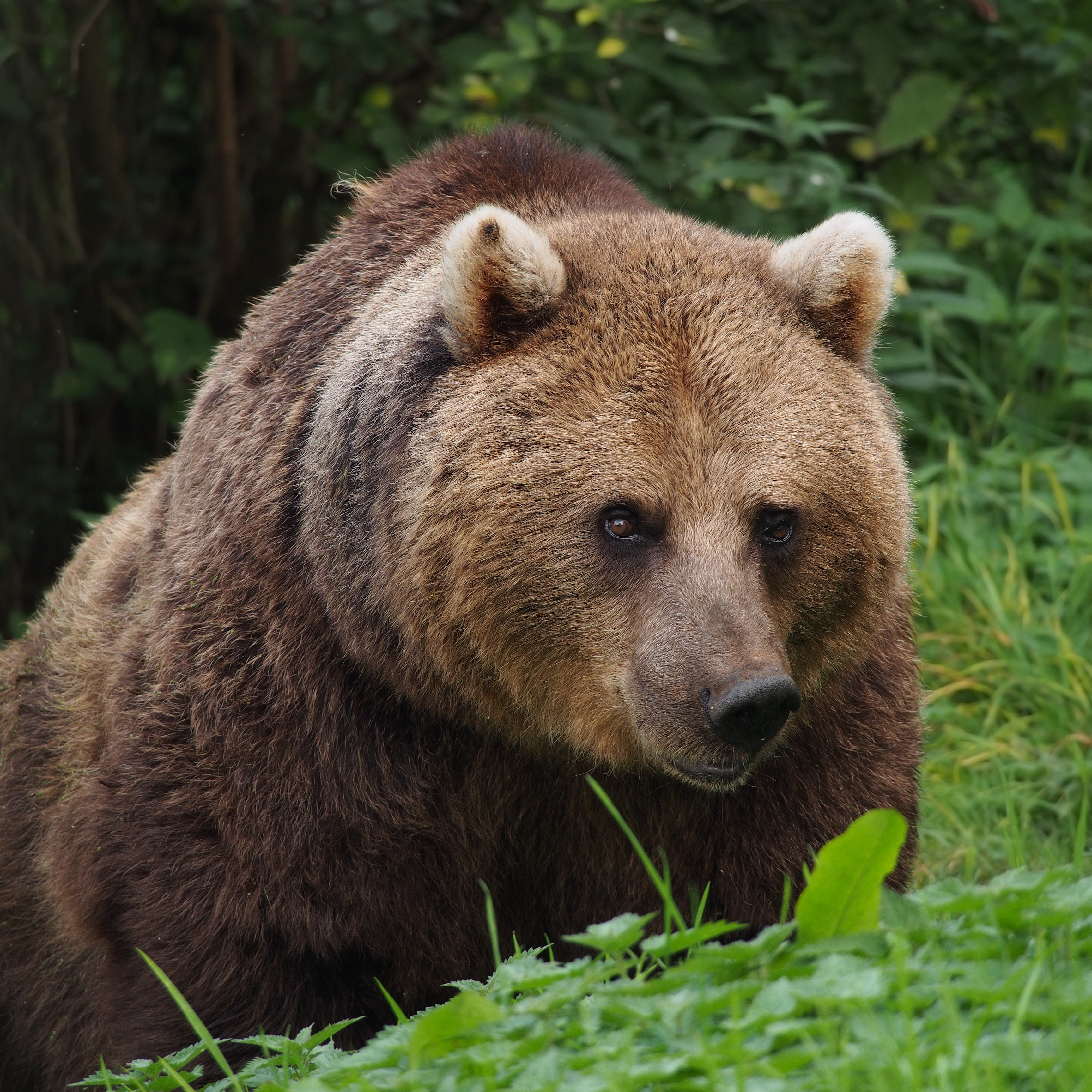
动物园的欧洲棕熊

伦敦动物学会秘书彼得·查默斯·米切尔访问布朗克斯动物园之后，受其启发，决定在英国创建一个动物保育中心。
1926年，伦敦动物学会以13,480英镑12先令10便士的价格买下邓斯特布尔丘陵废弃的霍尔农场（Hall Farm），选址于此。
1931年5月23日星期日动物园开业，成为欧洲第一个开放式动物园，在接下来的星期一接待了超过38,000名参观者。当年的棕熊围栏还保留在动物园内。

## 争议
2002年，一头名叫安娜的20岁大象在生下一只死胎后三天死亡，据信这头大象在分娩过程中遭受了痛苦而不必要的手术。动物园则说，安娜只是死于和胎儿有关的感染。
2007年9月，黑猩猩Koko和Jonnie从伦敦动物园搬到了动物园的大猩猩王国（The Gorilla Kingdom），随后逃跑。Koko后来随着饲养员回到围栏内，但Jonnie跑向公共场所，结果被动物园开枪打死。动物园表示，当时没有任何公众处于危险之中，而伦敦动物学会的发言人则说：“这只是标准程序，只要不能快速、安全地捉回动物，我们就会将其枪杀。镇定剂效果我们无法保证”。
2021年，两只雌性欧洲棕熊在夜间利用倒下的树逃到邻近的围栏中攻击了一头野猪，最后遭到动物园枪杀。